# William de Ferrers, 5. Earl of Derby

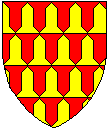
Wappen von William Ferrers, 5. Earl of Derby

William de Ferrers, 5. Earl of Derby (* um 1200; † 24. März 1254) war ein englischer Magnat.

## Herkunft und Karriere als Höfling
William de Ferrers entstammte der anglonormannischen Familie Ferrers. Er war der älteste Sohn von William de Ferrers, 4. Earl of Derby und von dessen Frau Alice of Chartley, einer Tochter von Hugh de Kevelioc, 3. Earl of Chester. 1230 nahm er wie sein Vater am vergeblichen Frankreichfeldzug Heinrichs III. teil. Von 1234 bis 1236 diente er als Constable von Bolsover Castle. In den 1230er Jahren war er ein führender Höfling von König Heinrich III., in dessen hoher Gunst er stand. Er erkrankte dann jedoch in den 1240er Jahren an der Gicht, worauf er politisch keine größere Rolle mehr spielen konnte.

## Erbe, Ausbau seiner Besitzungen und Tod

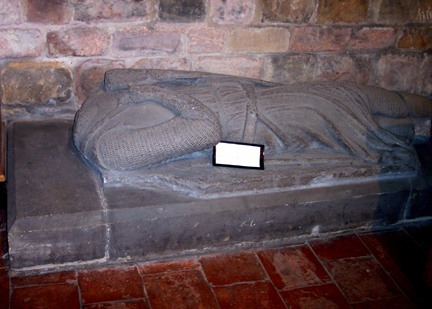
In Merevale Abbey befindet sich dieses Grabdenkmal, das angeblich das von William Ferrers, 5. Earl of Derby ist. Wahrscheinlich wurde es während des Englischen Bürgerkriegs schwer beschädigt.

Nach dem Tod seines Vaters 1247 erbte er dessen umfangreichen Besitzungen, die vor allem in Derbyshire, Staffordshire und Nottinghamshire lagen, sowie den Titel Earl of Derby. Dazu erbte er von seiner Mutter deren Anteil am Erbe ihres Bruders, des Earls of Chester. Dazu gehörten weitere Ländereien in Staffordshire sowie in Lancashire. Derby entwickelte wie schon sein Vater seinen Besitz durch die Förderung von Märkten und Städten sowie die Erschließung und Rodung von Wäldern weiter. Wie alle reiche Landbesitzer der damaligen Zeit profitierte er von steigenden Preisen und dem zunehmenden Wert von Grundbesitz. Aus seinen Besitzungen bezog er jährliche Einkünfte von etwa £ 1500, womit er zu den sechs reichsten Magnaten Englands gehörte. Als Zeichen der Gunst des Königs durfte Derby seinen ältesten Sohn 1249 mit einer Tochter des französischen Grafen Hugo XI. von Lusignan, dem ältesten Halbbruder des Königs verheiraten. Derby starb 1254 an den Verletzungen, die er sich beim Sturz aus seiner Sänfte bei der Überquerung einer Brücke bei St Neots zugezogen hatte. Er wurde in Merevale Abbey in Warwickshire beigesetzt.

## Familie und Nachkommen
In erster Ehe hatte Derby vor dem 14. Mai 1219 Sibyl Marshal, eine Tochter von William Marshal, 1. Earl of Pembroke und Isabel de Clare geheiratet. Mit ihr hatte er mehrere Kinder, darunter:
- Agnes de Ferrers († 1290) ⚭ William de Vescy, Lord of Alnwick († 1253)
- Isabel de Ferrers († 1260)

1. ⚭ Gilbert Basset († 1241)
2. ⚭ Reynald de Mohun of Dunster († 1258)

- Maud de Ferrers († 1298 oder 1299)

1. ⚭ Simon Kyme of Kyme, Lincoln († 1248)
2. ⚭ William Fort of Chewton († 1259)
3. ⚭ Aimery, Vicomte des Rochehouart († nach 1284) (Haus Rochechouart)

- Sibyl de Ferrers ⚭ Frank de Bohun of Midhurst († 1273)
- Joan de Ferrers († vor 1267)

1. ⚭ John de Mohun († 1254)
2. ⚭ Robert Aguillon of Addington, Surrey († 1285 oder 1286)

- Agatha de Ferrers († 1306) ⚭ Hugh de Mortimer of Chelmarsh († 1275)
- Alianore de Ferrers († 1274)

1. ⚭ William de Vaux († 1252)
2. ⚭ Roger de Quincy, 2. Earl of Winchester († 1264)
3. ⚭ Roger of Leybourne († 1271)

- Joan de Ferrers († 1309 oder 1310) ⚭ Thomas de Berkeley, 1. Baron Berkeley
- Agnes de Ferrers ⚭ Robert de Muscegros, Lord of Deerhurst

Als 1246 der letzte der fünf Brüder von Sibyl Marshal kinderlos starb, erhob Ferrers für seine Töchter aus erster Ehe Erbansprüche auf einen Teil der umfangreichen Besitzungen der Familie Marshal. Nach einem langwierigen Aufteilungsprozess erhielten sie schließlich Teile der Besitzungen.
Nach dem Tod seiner ersten Frau heiratete Derby um 1238 in zweiter Ehe Margaret de Quincy († 1281), die älteste Tochter von Roger de Quincy, 2. Earl of Winchester († 1264) und dessen ersten Frau Helen of Galloway. Er hatte mit ihr mehrere Kinder, darunter:
- Robert de Ferrers, 6. Earl of Derby († 1279)
- William Ferrers, Lord of Groby (um 1240–1287)
- Elizabeth

1. ⚭ William Marshal († 1265)
2. ⚭ Dafydd ap Gruffydd[2]

Sein Erbe wurde sein minderjähriger Sohn Robert de Ferrers. Ein Drittel von Derbys Gütern fiel nach seinem Tod jedoch nach traditionellem Recht als Wittum an seine Witwe Margaret, die erst 1281 starb.